# 오줌싸개 소년

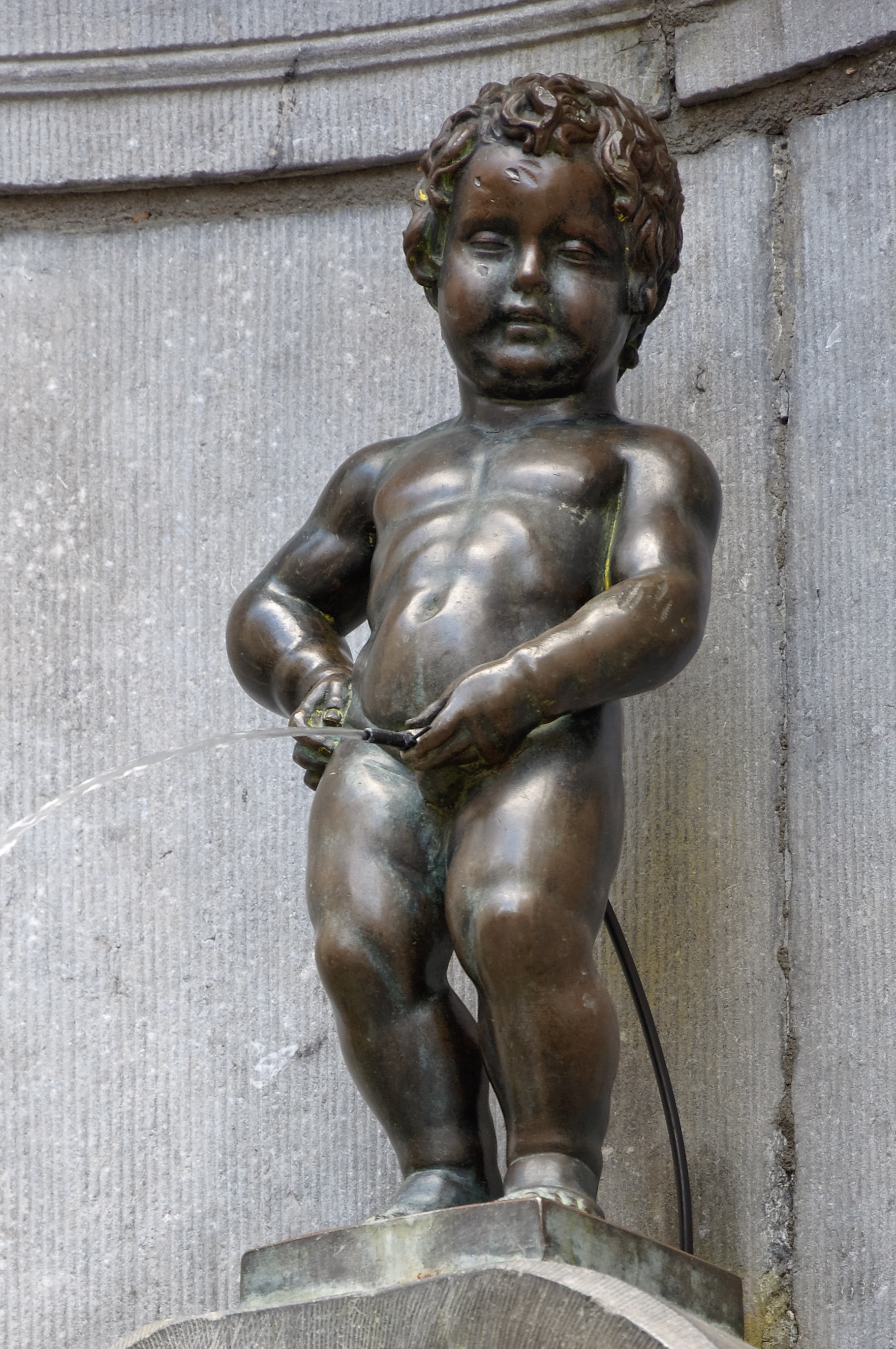
오줌싸개 소년

오줌싸개 소년(네덜란드어: Manneken Pis 마네컨 피스[*])은 벨기에 브뤼셀 중심부에 위치한 상징적인 55.5 cm (21.9 in) 청동 분수 조각상으로, 소변을 보는 어린이, 즉 분수대에 오줌을 누는 나체의 어린 소년의 모습을 묘사한다. 15세기 중반부터 그 존재가 확인되었지만, 오줌싸개 소년은 브라반트 공국의 조각가 제롬 뒤케누아가 재설계하여 1619년에 설치되었다. 프티 그라니트로 만들어진 로카유 양식의 벽감은 1770년에 만들어졌다. 이 조각상은 역사상 여러 차례 도난당하거나 훼손되었다. 1965년 이후로는 복제품이 현장에 전시되고 있으며, 원본은 브뤼셀 시립 박물관에 보관되어 있다.
오줌싸개 소년은 브뤼셀과 벨기에를 대표하는 상징 중 하나이며, 여러 전설뿐만 아니라 국내외에서 수많은 모방작과 유사한 조각상에 영감을 주었다. 이 조각상은 정기적으로 옷을 입히며, 옷장에는 약 천 벌의 다양한 의상이 있다. 2017년부터 이 의상들은 같은 거리에 위치한 가드롭 오줌싸개 소년 (GardeRobe MannekenPis)이라는 전용 박물관에 전시되어 있다. 자조적인 특성 때문에 오줌싸개 소년은 벨지튀드 (프랑스어; 직역: '벨기에적인 것')와 브뤼셀에서 인기 있는 민속 유머 (zwanze)의 한 예시이기도 하다.
오줌싸개 소년은 브뤼셀의 주요 광장인 그랑플라스에서 도보로 약 5분 거리에 있으며, Rue du Chêne/Eikstraat와 보행자 거리인 Rue de l'Étuve/Stoofstraat의 교차점에 위치한다. 이 장소는 프리메트로 (지하 트램) 부르스 - 그랑플라스/뵈르스 - 그로테 마르크트 역 (4호선 및 10호선)과 버스 정류장 Grand-Place/Grote Markt (33, 48, 95호선)를 통해 접근할 수 있다.

## 명칭
조각상의 원래 이름은 Menneke(n) Pis 또는 Menneke(n) Pist였다. 사실, 브뤼셀의 브라반트 방언 (브뤼셀 방언이라고도 불리며, 때로는 마롤스 또는 마롤리앵이라고도 함)으로 een manneke는 '작은 남자'를 의미하고, een menneke는 '어린 소년'을 의미한다 (이는 '남자 아이'를 의미하는 men의 지소형이다). 그러나 현대 플람스어 (네덜란드어의 지역 변형)에서는 menneke 또한 '작은 남자'를 의미한다 (mannetje와 동의어이다). 오늘날 오줌싸개 소년 (네덜란드어, nl)이라는 이름은 영어로 "Little Pissing Man" 또는 "Little Peeing Man"으로 번역되는데, 프랑스어와 네덜란드어 모두에서 공식 명칭이다.
오줌싸개 소년은 때때로 프랑스어로 Petit Julien 또는 네덜란드어로 Julianske (둘 다 "어린 줄리앙"을 의미)라는 별명으로 불리기도 하는데, 이는 사실 지금은 사라진 "어린 줄리앙" (Juliaenkensborre) 분수를 가리킨다. 이는 19세기 역사가 알렉상드르 엔 (Alexandre Henne)과 알퐁스 워터스 (Alphonse Wauters)가 두 분수가 가까이 있었기 때문에 혼동한 데서 비롯되었다. 오랜 역사 때문에 이 조각상은 때때로 프랑스어로 le plus vieux bourgeois de Bruxelles 또는 네덜란드어로 de oudste burger van Brussel ("브뤼셀의 가장 오래된 시민")이라고도 불린다.

## 역사

### 오줌싸개 소년의 기원

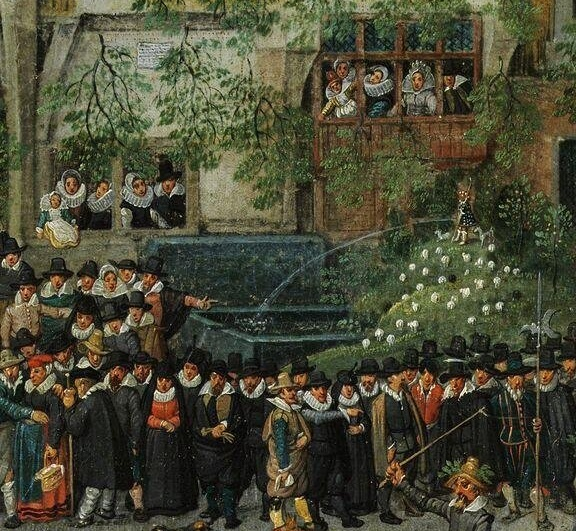
1615년 5월 31일 브뤼셀의 오메강 (Ommegang) 상세도 (데니스 반 알슬루트, 1616). 오줌싸개 소년 (오른쪽 중간)이 이 행사를 위해 옷을 입고 있다.

오줌싸개 소년의 존재에 대한 가장 오래된 언급은 15세기 중반으로 거슬러 올라가며, 1451-52년에 브뤼셀의 분수에 물을 공급하는 수로에 대한 행정 문서에서 찾아볼 수 있다. 처음부터 이 분수는 식수 분배에 중요한 역할을 했다. 분수는 기둥 위에 서 있었고, 돌로 된 이중 직사각형 수반에 물을 뿜었다. 이 첫 번째 조각상에 대한 유일한 표현은 지도 제작자 게오르크 브라운과 프란스 호헨베르크의 지도에 매우 개략적으로 나타나 있는데, 분수는 오늘날과 같이 모퉁이가 아닌 거리에 직접 설치된 것으로 보인다. 오줌싸개 소년은 1616년 궁정 화가 데니스 반 알슬루트와 안톤 살라르트 (Antoon Sallaert)가 그린 1615년 브뤼셀의 오메강을 묘사하는 그림과 이 그림의 예비 스케치에서도 다시 그려져 있는데, 이 그림에서는 양치기 옷을 입고 있다.
첫 번째 조각상은 1619년 브뤼셀 시의회의 의뢰로 새로운 청동 버전으로 교체되었다. Rue de l'Étuve/Stoofstraat와 Rue des Grands Carmes/Lievevrouwbroerstraat 모퉁이에 있는 이 55.5-센티미터-tall (21.9 in) 청동 조각상은 브라반트 공국의 조각가 제롬 뒤케누아가 구상했다. 그는 건축가이자 조각가인 제롬 뒤케누아 (2세)와 유명한 조각가 프랑수아 뒤케누아의 아버지였다. 아마 1620년에 주조되어 설치되었을 것이다. 그 동안 조각상을 지탱하는 기둥과 물을 모으는 이중 직사각형 수반은 석공 다니엘 라에센스 (Daniel Raessens)에 의해 완전히 개조되었다.

### 17세기–19세기

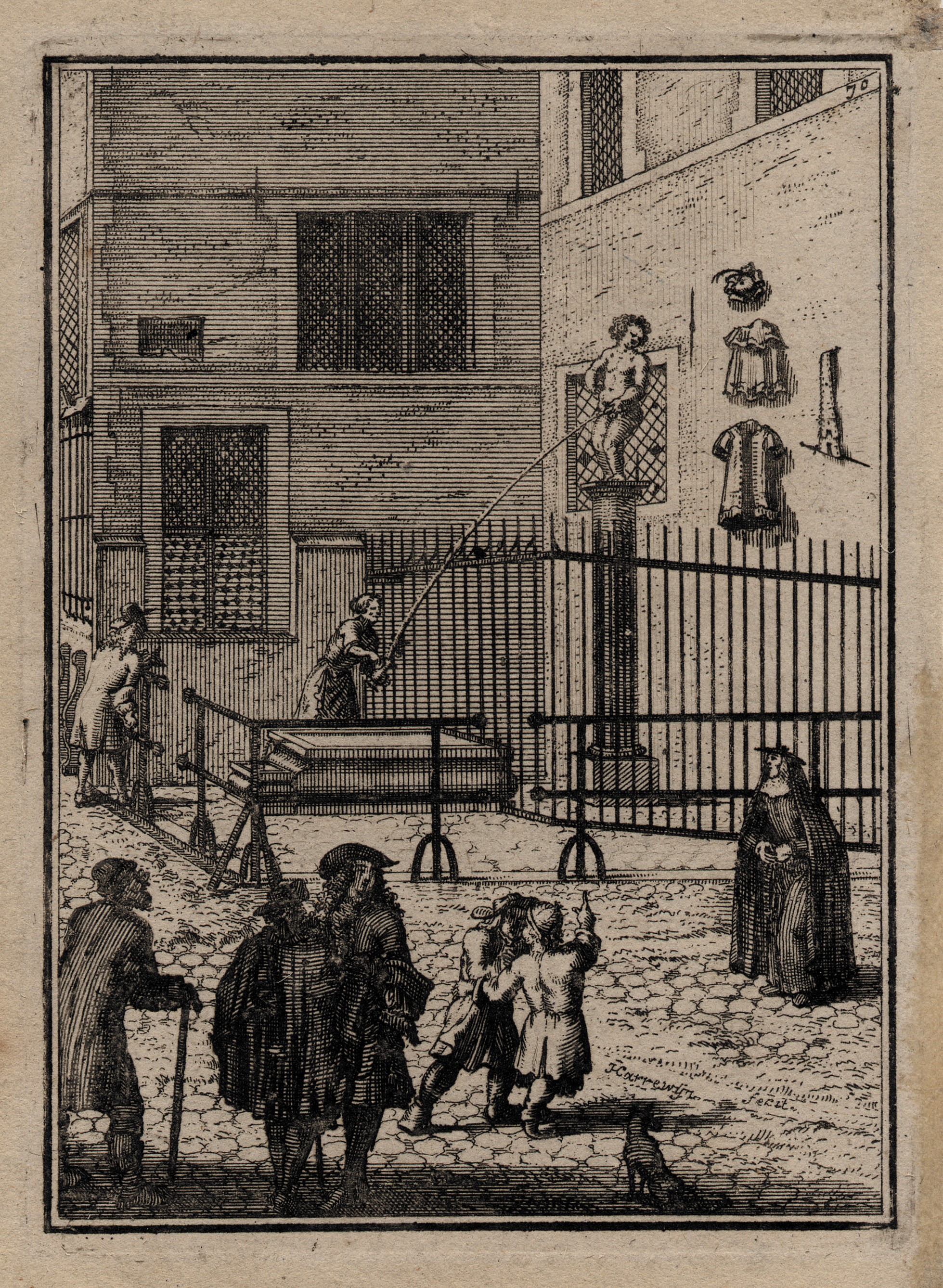
1697년 야코뷔스 하레베인의 에칭 작품인 Les délices des Pays-Bas에 나타난 오줌싸개 소년 분수의 모습

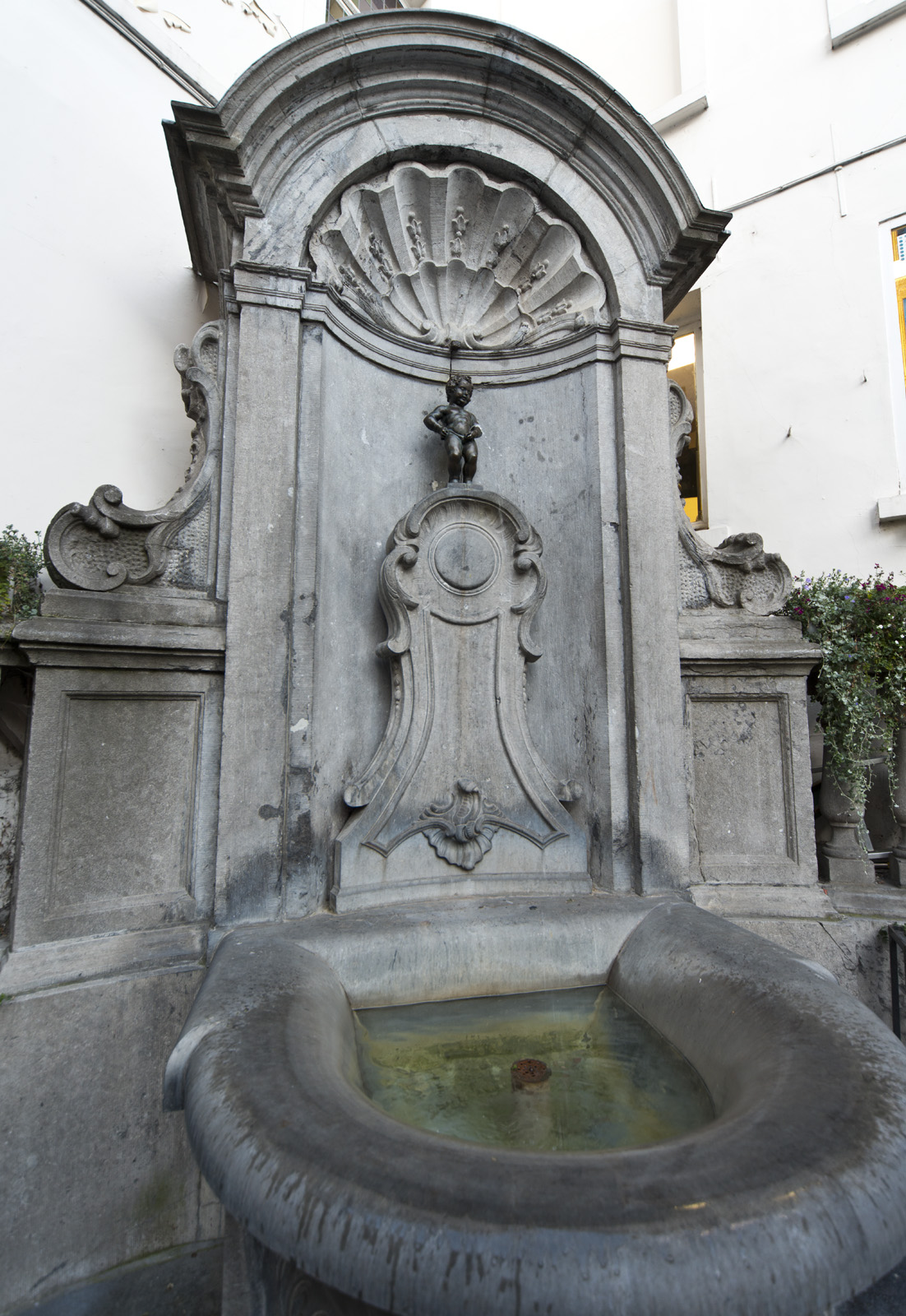
1770년에 설치된 로카유 양식의 벽감 속 오줌싸개 소년은 원래의 배치보다 작아 보인다.

역사적으로 오줌싸개 소년은 많은 위험을 겪었다. 1695년 프랑스군에 의한 브뤼셀 폭격에서 손상 없이 살아남았지만, 수도관이 손상되어 한동안 물을 공급할 수 없었다. 같은 해에 발행된 팸플릿은 이 사건을 기록하고 있다. 이 문서는 오줌싸개 소년이 "모든 이들에게 소중히 여겨지고 전 세계적으로 유명한 영광의 대상"이 되었다는 가장 오래된 증거이다. 또한 이것이 브뤼셀 사람들의 상징으로 사용된 첫 번째 사례이기도 하다. 폭격 후 오줌싸개 소년이 승리적으로 받침대에 다시 놓였다는 이야기도 전해진다. 그 때 그의 머리 위에는 성경 구절이 새겨져 있었다. In petra exaltavit me, et nunc exaltavi caput meum super inimicos meos ("주님께서 나를 돌 받침대 위에 올려놓으셨으니, 이제 나는 원수들 위로 머리를 들리라").
1697년 야코뷔스 하레베인의 판화에 나타나듯이, 분수는 더 이상 거리에 있지 않고, Rue du Chêne/Eikstraat와 Rue de l'Étuve/Stoofstraat 모퉁이의 움푹 들어간 곳에 있었고, 문으로 보호되어 있었다. 1770년에는 기둥과 이중 직사각형 수반이 사라졌고, 조각상은 다른 해체된 브뤼셀 분수에서 유래한 로카유 양식의 프티 그라니트 벽감 형태로 새로운 장식에 통합되었다. 물은 단순히 바닥의 격자망을 통해 흘러갔고, 이는 19세기에 수반으로 교체되었다. 새로운 환경에서 오줌싸개 소년은 원래의 배치보다 작아 보이는 인상을 준다.
전체 구조는 연철 난간으로 보호되어 있으며, 이 난간의 마지막 버전은 1851년에 만들어졌다. 후자의 난간은 물 접근을 막아 분수를 장식적이고 상징적인 역할로 전락시켰다. 이 시기에는 브뤼셀의 다른 분수들도 마찬가지였다. 이는 1855년부터 브뤼셀시가 가정에 식수를 공급하기 위한 노력과 연관이 있다.
이 인물상은 반복적으로 도난당하거나 도난 시도의 대상이 되었다. 전설에 따르면, 이 조각상은 1745년에 영국군에 의해 제거되었고 플람스어 도시인 헤라르츠베르헌(프랑스어: Grammont)에서 발견되었다고 한다. 감사의 표시로 브뤼셀 사람들은 이 도시에 조각상 복제품을 선물했다. 두 번째 도난 시도는 1747년 브뤼셀에 주둔하던 프랑스 척탄병 집단에 의해 이루어졌다고 전해진다. 주민들은 이 행위에 반발하며 유혈 복수를 위협했다. 상황을 진정시키기 위해 프랑스 왕 루이 15세는 오줌싸개 소년에게 금실로 수놓은 브로케이드 신사복을 선물했다. 또한 조각상에게 검을 소지할 권한을 부여하고 성 루이 훈장을 수여했다.
조각상은 1817년 석방된 죄수 앙투안 리카스 (Antoine Licas) 또는 리카스 (Lycas)에게 도난당했다. 범인은 가혹한 처벌을 받았다. 그는 평생 강제 노역형을 선고받았으며, 처음에는 그랑플라스의 족계에 한 시간 동안 묶여 있었다. 원본 조각상은 이 납치 사건 중에 11조각으로 부서졌으며, 조각가 질-람베르 고데샤를의 감독하에 전문 용접공에 의해 복원되었다. 조각들은 맞춰져 주형을 만들었고, 그 주형에 청동 조각상을 부어 만들었다. 조각상은 "1620 – REST 1817"이라고 새겨진 새로운 구리 받침대에 나사로 고정되었다.

### 20세기–현재

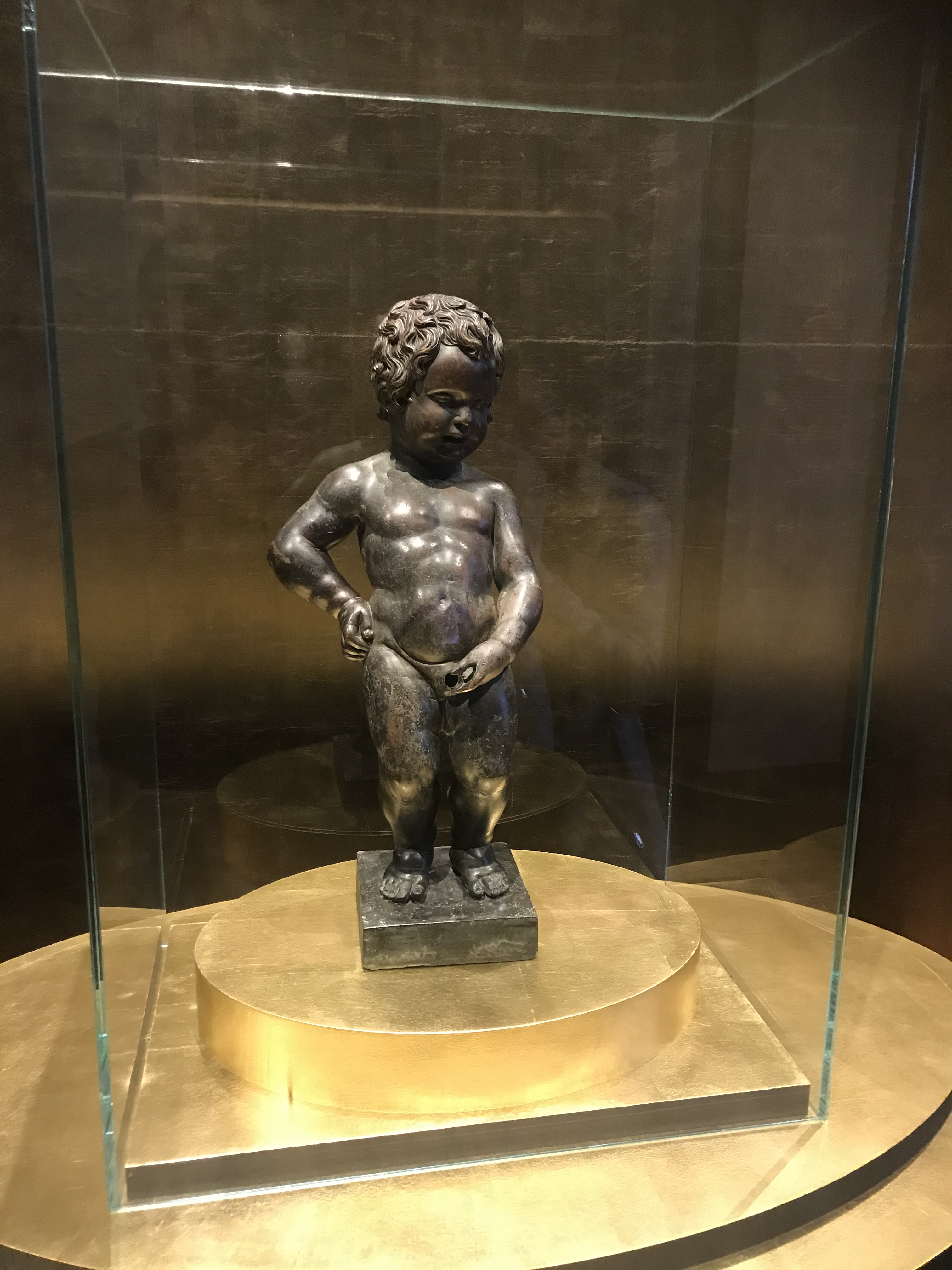
1619년에 만들어진 오줌싸개 소년 원본 조각상은 브뤼셀 시립 박물관에 보관되어 있다.

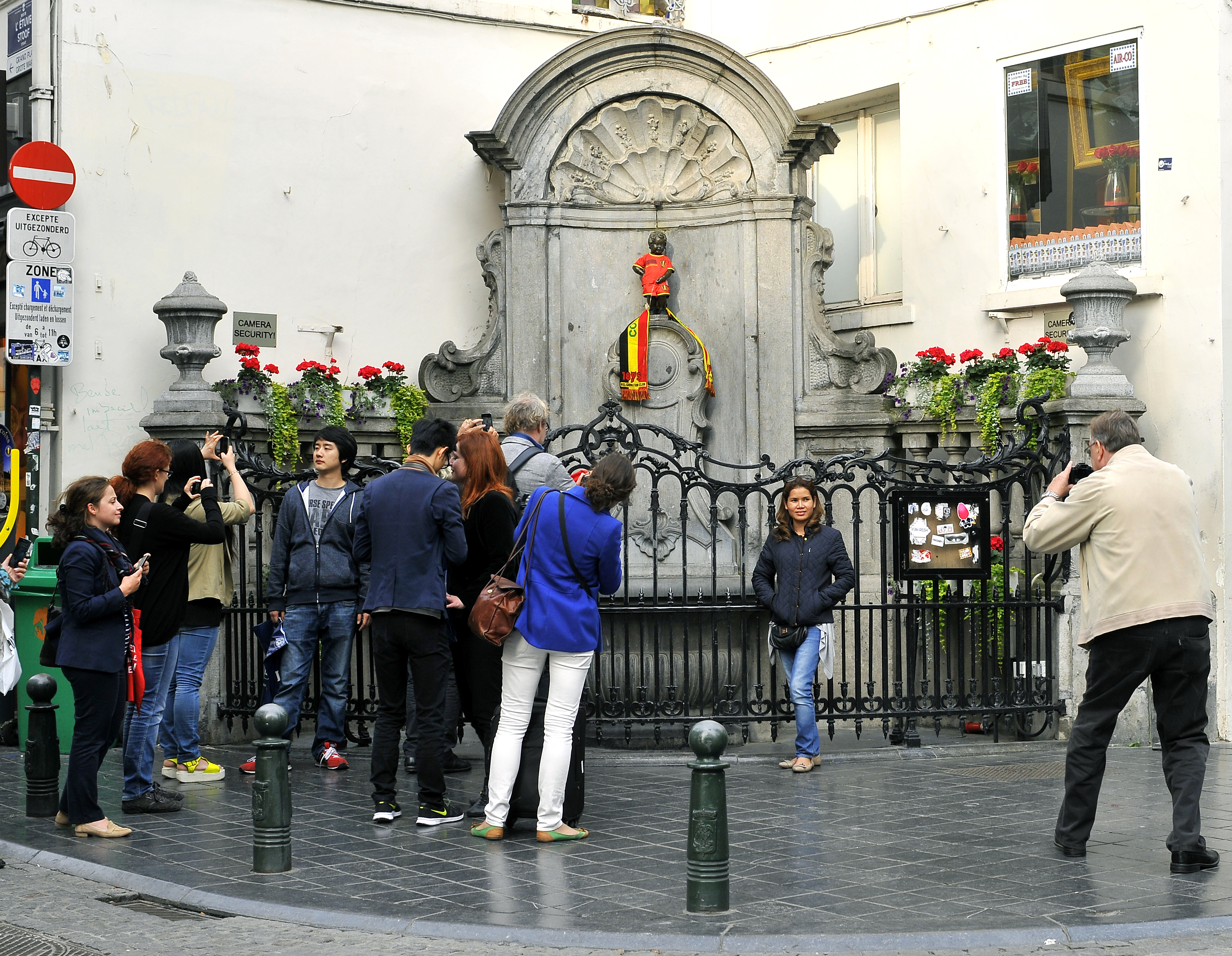
오줌싸개 소년의 주변 환경이 그 크기를 짐작하게 한다.

오줌싸개 소년은 20세기에도 비슷한 불운을 겪었다. 1955년과 1957년에 두 차례 도난 시도가 있었다. 일부 기록에 따르면 무려 일곱 번이나 도난당했다고 한다. 특히 1963년 1월, 현재 안트베르펜 대학교의 일부인 신트 이그나티우스 한델스호게스쿨 (Sint-Ignatius Handelshogeschool, 고등 경영 교육)의 안트베르펜 학생 단체 "더 위킹스 (De Wikings)" 학생들이 5일 동안 조각상을 "납치"한 후 안트베르펜 당국에 넘겨주었다. 지역 및 국제 언론이 이 사건을 보도하여 학생들이 두 고아원에 기부할 기금을 모으는 데 기여했다. 그러나 사건은 더 나아갔고, 받침대는 브뤼셀 청동 회사에 의해 동일하게 교체되었으며, 조각상은 강화된 청동 부착물로 고정되었다.
1965년에 사라졌을 때 상황은 더욱 심각했다. 조각상은 도둑에 의해 부서졌고 발과 발목만 남아 있었다. 1966년 6월, 안트베르펜 잡지 더 포스트 (De Post)는 익명의 전화를 받아 "몸체"가 브뤼셀–샤를루아 운하에 있다는 소식을 들었다. 잡지가 보낸 잠수부들에 의해 그곳에서 발견되었고, 6월 27일에 브뤼셀로 다시 가져왔다. 다시 복원된 조각상은 보호되었고, 원본은 현재 그랑플라스의 왕의 집 2층에 보관 및 전시되어 있다. 그 동안 브뤼셀 당국은 이미 조각상의 복제품을 의뢰하여 브롱즈 회사 (Compagnie des Bronzes)에서 주조했다. 새로운 조각상은 기존 조각상 대신 설치되었고, 이 버전은 오늘날까지 셰네 (Rue du Chêne) 거리의 벽감을 장식하고 있다.
2018년 말, 시청 기술자 레지스 칼렌스 (Régis Callens)는 조각상의 물받이에서 누수가 발생하여 하루에 1,000–1,500 리터 (220–330 imp gal; 260–400 US gal)의 물이 낭비되고 있음을 발견했다. 이 누수는 몇 년 동안 아무도 모르게 발생했으며, 브뤼셀시의 수백 개의 수자원 시설 중에서 뒤늦게 Shayp 물 모니터링 기술의 도움으로 발견되었다. 조각상은 2019년 3월에 임시로 수리되었으며, 영구적인 재순환 시스템이 설치될 예정이다. 이 해결책은 브뤼셀 물 주간에 발표되었으며, 시 관계자들은 이 상황을 다른 분수에서도 유사한 문제를 확인할 동기로 삼았다.

## 전설

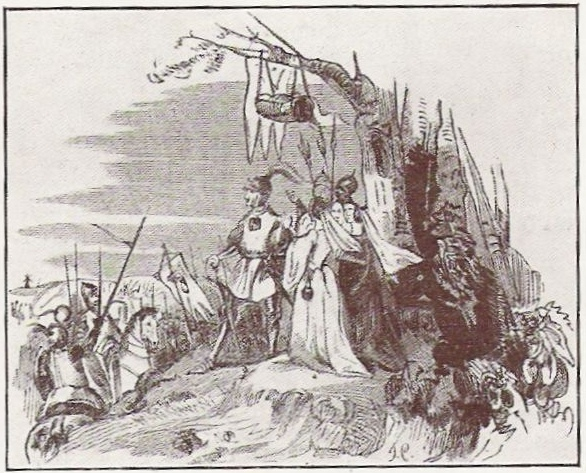
란스베크 전투 중 참나무 가지 위에 요람에 있는 루뱅 백작 고드프리 3세

오줌싸개 소년 뒤에는 여러 전설이 있지만, 가장 유명한 것은 루뱅 공작 루뱅 백작 고드프리 3세와 관련된 이야기이다. 1142년, 두 살짜리 이 영주의 군대는 란스베크 (현재 브뤼셀시의 북부 지역인 네데르오버헴베이크)에서 그림베르겐 (Grimbergen)의 영주인 베르투트 (Berthouts)의 군대와 전투를 벌였다. 병사들은 용기를 북돋기 위해 아기 영주를 바구니에 넣어 전장을 내려다보는 큰 참나무 가지에 매달았다. 그의 병사들이 위태로운 상황에 처했을 때, 어린 공작은 바구니에서 일어나 자신의 위치에서 베르투트 군대에게 오줌을 누었고, 결국 그들은 전투에서 패배했다. 이 분수는 이 승리를 기념한다. 조각상이 위치한 모퉁이의 Rue du Chêne/Eikstraat ("참나무 거리")라는 이름은 그 유명한 참나무를 떠올리게 한다.
- 또 다른 전설에 따르면, 14세기에 브뤼셀이 외세의 포위 공격을 받고 있었다고 한다. 도시는 한동안 버텼고, 공격자들은 성벽에 폭발물을 설치할 계획을 세웠다. 이때 줄리안스케 (Julianske)라는 어린 소년이 그들이 준비하는 모습을 우연히 엿보고 있었다. 그는 불붙은 도화선에 오줌을 누어 불을 껐고, 이로 인해 도시를 구했다.[52][4] 당시 (15세기 중반, 어쩌면 1388년경) 돌로 만든 유사한 조각상이 있었다. 이 조각상은 여러 번 도난당했다.[50]
- 또 다른 이야기는 한 부유한 상인이 가족과 함께 도시를 방문하던 중 사랑하는 어린 아들을 잃어버렸다는 내용이다. 상인은 서둘러 수색대를 조직하여 도시의 모든 구석을 뒤졌고, 결국 소년이 작은 정원에서 즐겁게 소변을 보고 있는 것을 발견했다. 상인은 수색 중에 도움을 준 지역 주민들에게 감사의 선물로 분수를 지었다.[50]
- 또 다른 전설은 한 어린 소년이 시내에서 쇼핑하던 어머니에게서 길을 잃었다는 이야기다. 아이를 잃어버린 어머니는 당황하여 시장을 포함해 만나는 모든 사람들에게 도움을 요청했다. 시 전역에서 수색이 시작되었고, 마침내 아이를 찾았을 때 그는 작은 거리의 모퉁이에서 소변을 보고 있었다. 이 이야기는 시간이 지나면서 전해졌고, 잘 알려진 전설에 대한 헌정으로 이 조각상이 세워졌다.[50]
- 또 다른 전설은 어린 소년이 불에 깨어나 소변으로 불을 끌 수 있었다는 이야기다. 결국 이것은 왕의 성이 불타는 것을 막는 데 도움이 되었다.[50]

## 전통

### 의상과 옷장

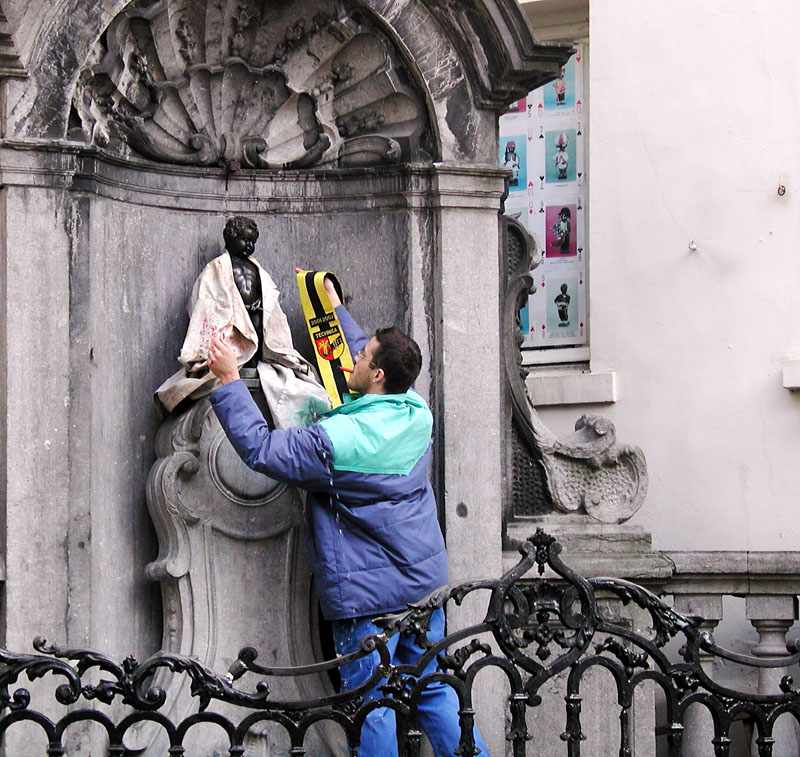
에라스뮈스 브뤼셀 대학교 테크니카 학생들의 옷을 입은 오줌싸개 소년

오줌싸개 소년은 매주 몇 차례 게시된 일정에 따라 옷을 입으며, 이 일정은 분수 주변 난간에 게시된다. 1954년부터 의상은 비영리 단체인 오줌싸개 소년 친구회 (The Order of the Friends of Manneken Pis)에서 관리하며, 매년 수백 개의 디자인이 제출되고 그중 소수만 선정되어 제작 및 사용된다. 그의 옷장은 약 천 벌의 다양한 의상으로 구성되어 있으며, 이 중 많은 의상은 이전에 그랑플라스에 위치한 시청 바로 맞은편의 브뤼셀 시립 박물관 상설 전시실에서 볼 수 있었다. 2017년 2월, 특별히 설계된 박물관인 가드롭 오줌싸개 소년 (GardeRobe MannekenPis)이 rue du Chêne/Eikstraat 19번지에 문을 열었다.
의상들의 확산은 20세기부터 시작되었지만, 가끔 사용되는 것은 주조된 날짜까지 거슬러 올라간다. 오줌싸개 소년에게 옷을 입히는 전통의 가장 오래된 증거는 1615년으로 거슬러 올라간다. 그해 스페인령 네덜란드의 군주 이사벨 클라라 에우헤니아 대공녀를 기리기 위해 조직된 브뤼셀의 오메강 행사에서 오줌싸개 소년은 양치기 의상을 입었다. 그는 1698년 5월 1일 오스트리아령 네덜란드 총독 바이에른 선제후 막시밀리안 2세 에마누엘로부터 첫 의상을 받았는데, 이는 브뤼셀 길드 중 하나의 축제 중이었다. 시립 박물관에 전시된 가장 오래된 의상은 루이 15세 왕이 선물한 신사복으로, 18세기 유물이다. 1756년의 재고 목록에 따르면, 오줌싸개 소년은 다섯 벌의 완전한 의상을 가지고 있었다. 1918년부터 1940년까지 그는 약 30벌의 의상을 받았다. 그러나 특히 1945년 이후부터 이 움직임은 예외적인 규모를 띠게 되었다. 1994년에는 400벌 이상, 2005년에는 750벌 이상, 2016년에는 950벌 이상의 의상을 소유하게 되었다. 2018년, 오줌싸개 소년은 패션 디자이너 장폴 레스파냐르가 만든 1000번째 의상을 받았다.
인물의 의상 교체는 화려한 의식으로, 종종 군악대 음악이 함께 연주된다. 많은 의상은 브뤼셀을 방문하는 관광객들의 국적 의상을 나타내며, 다른 의상들은 다양한 직업, 협회, 민간 및 군 서비스 부문의 제복이다. 역사적인 의상뿐만 아니라, 옷장에는 드라큘라, 미키 마우스, 산타클로스와 같은 현대 의상도 포함되어 있다. 과거에는 의상이 재단 패턴 없이 재단되었다. 소매는 솜으로 채워졌고 장갑으로 끝났다. 1945년 이후에야 패턴이 더 잘 맞는 의상을 만들 수 있게 되었다.

### 민속
오줌싸개 소년 친구회는 1954년에 설립되었으며 150명 이상의 회원을 보유하고 있다. 이 단체의 목표는 벨기에 전반의 문화, 관광, 박애주의 및 상업적 발전을 촉진하고, 특히 오줌싸개 소년과 관련된 전통을 보존하는 것이다. 이 단체는 새로운 의상 발표 및 동상 공식 인사 및 기념일 행사 시 항상 참석한다.
특정 민속 행사(예: 성 베르하헨, 메이붐 심기)에는 오줌싸개 소년이 맥주 통에 연결된다. 조각상에서 흘러나오는 맥주를 컵에 채워 지나가는 사람들에게 나눠준다.

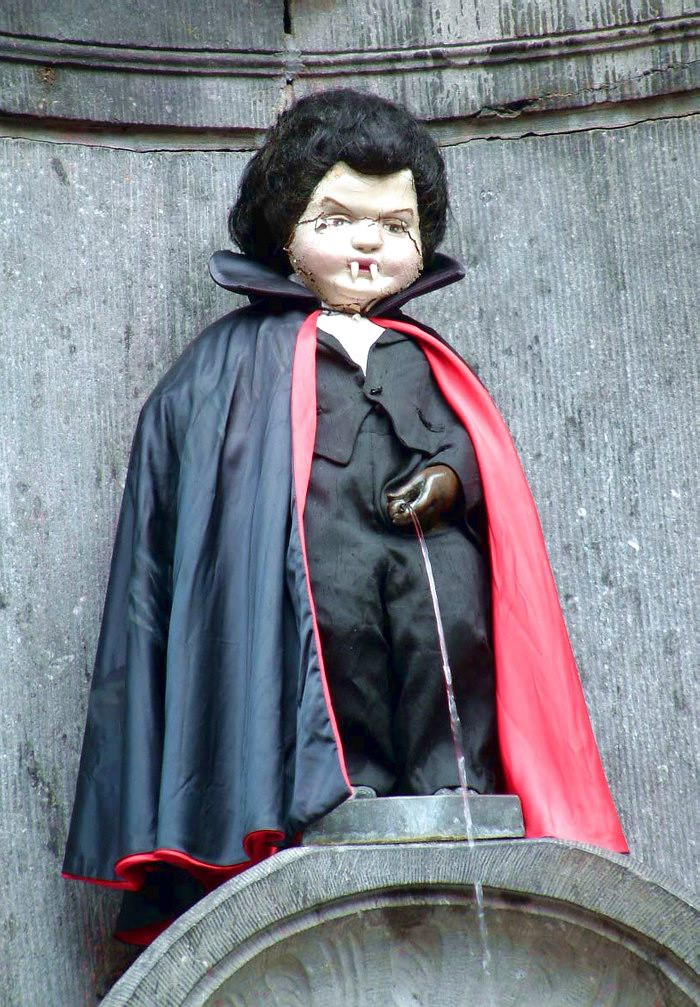
드라큘라 의상을 입은 오줌싸개 소년 (2002년 3월 15일)
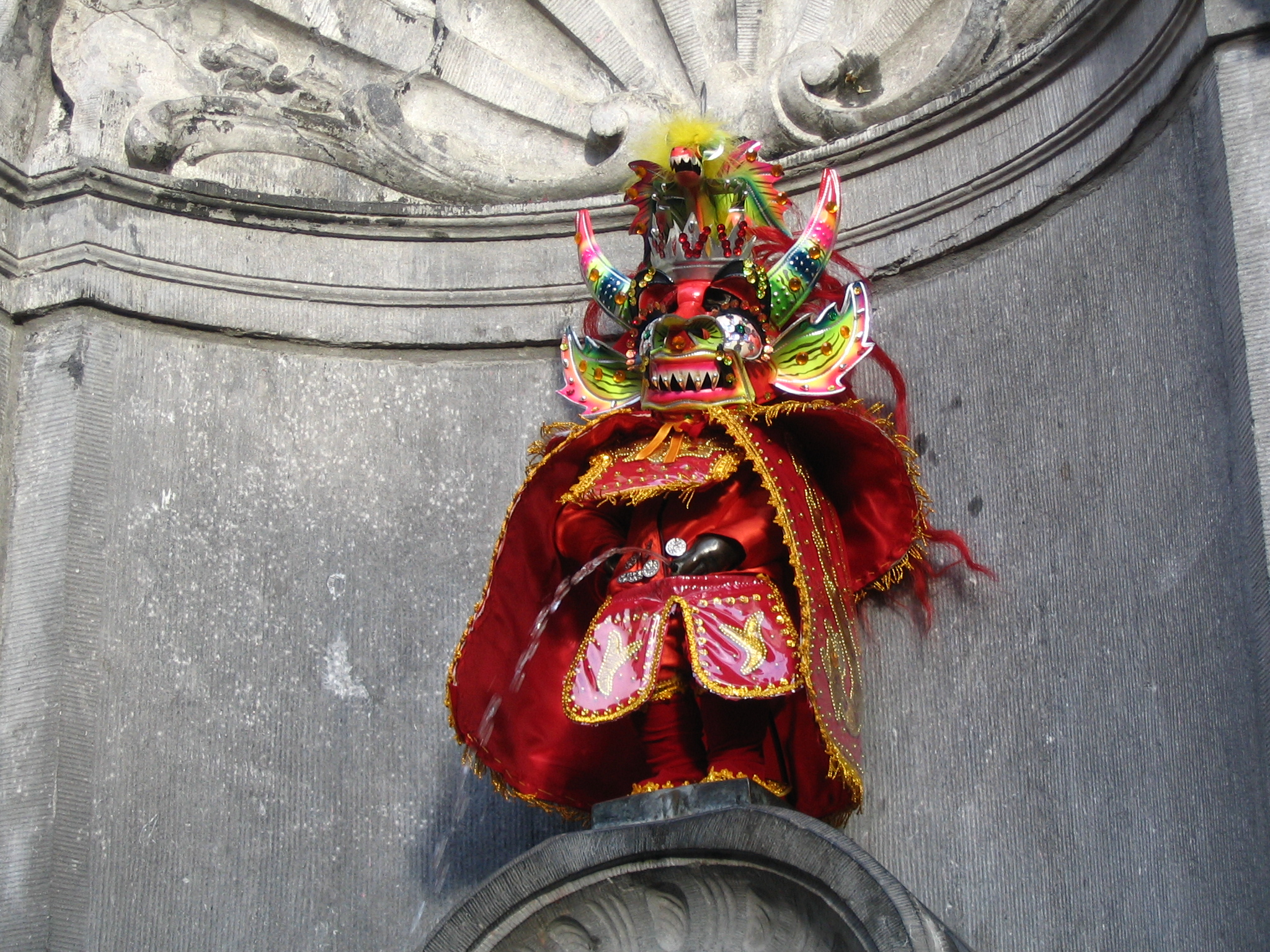
볼리비아의 디아블라다 의상을 입은 오줌싸개 소년 (786번째 의상, 2007년 3월 3일)
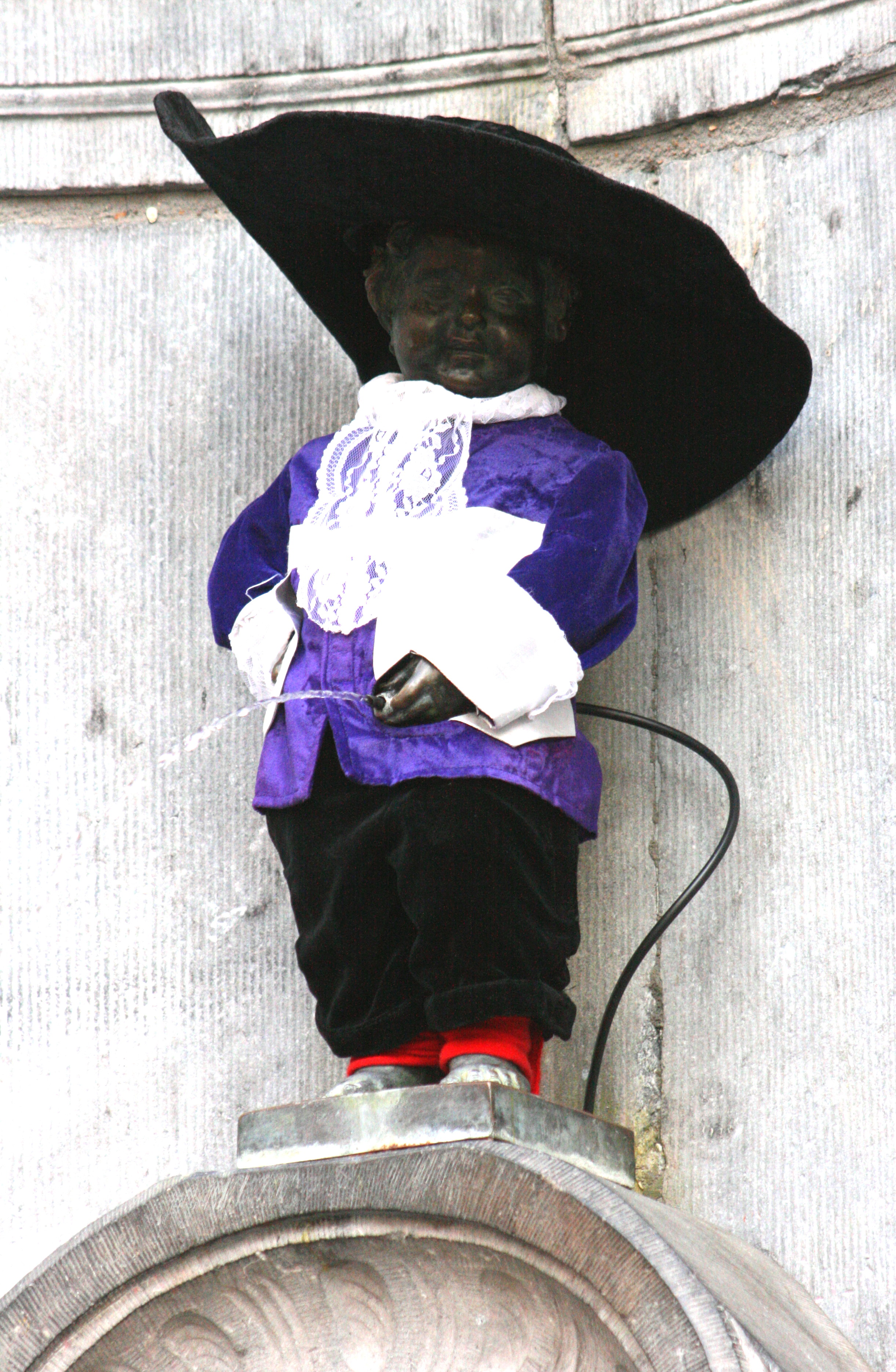
바이에른 선제후 막시밀리안 2세 에마누엘이 1698년에 선물한 의상의 복제품 (2009년 10월 17일)
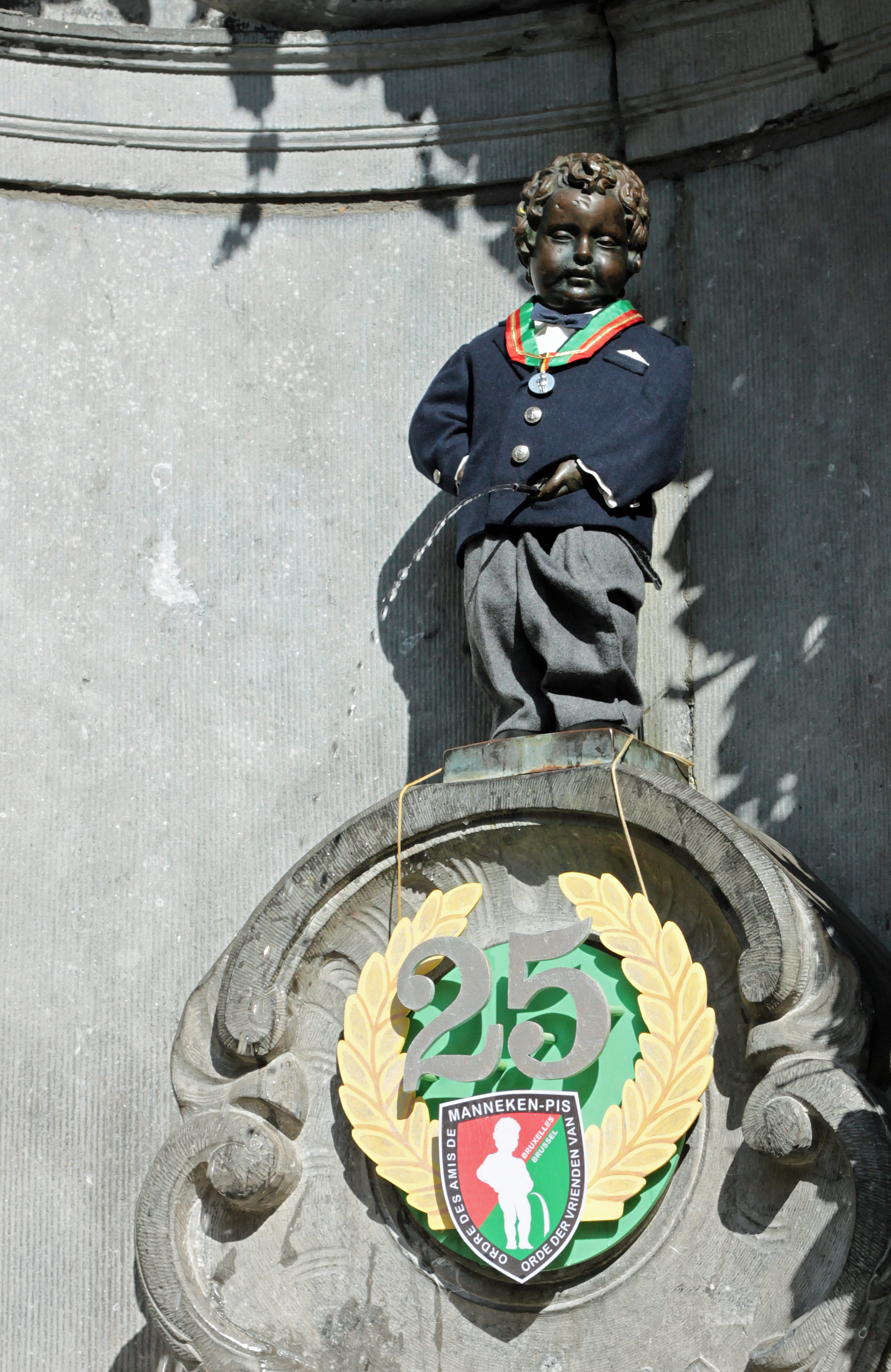
오줌싸개 소년 친구회 25주년 (2011년 9월 3일)
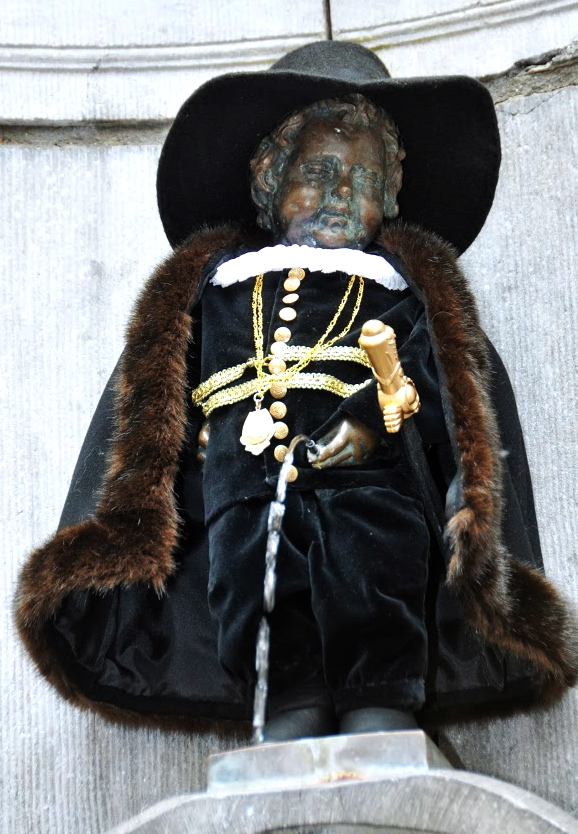
브뤼셀의 일곱 귀족 가문의 시장 의상을 입은 오줌싸개 소년 (902번째 의상, 2013년 6월 22일[d]
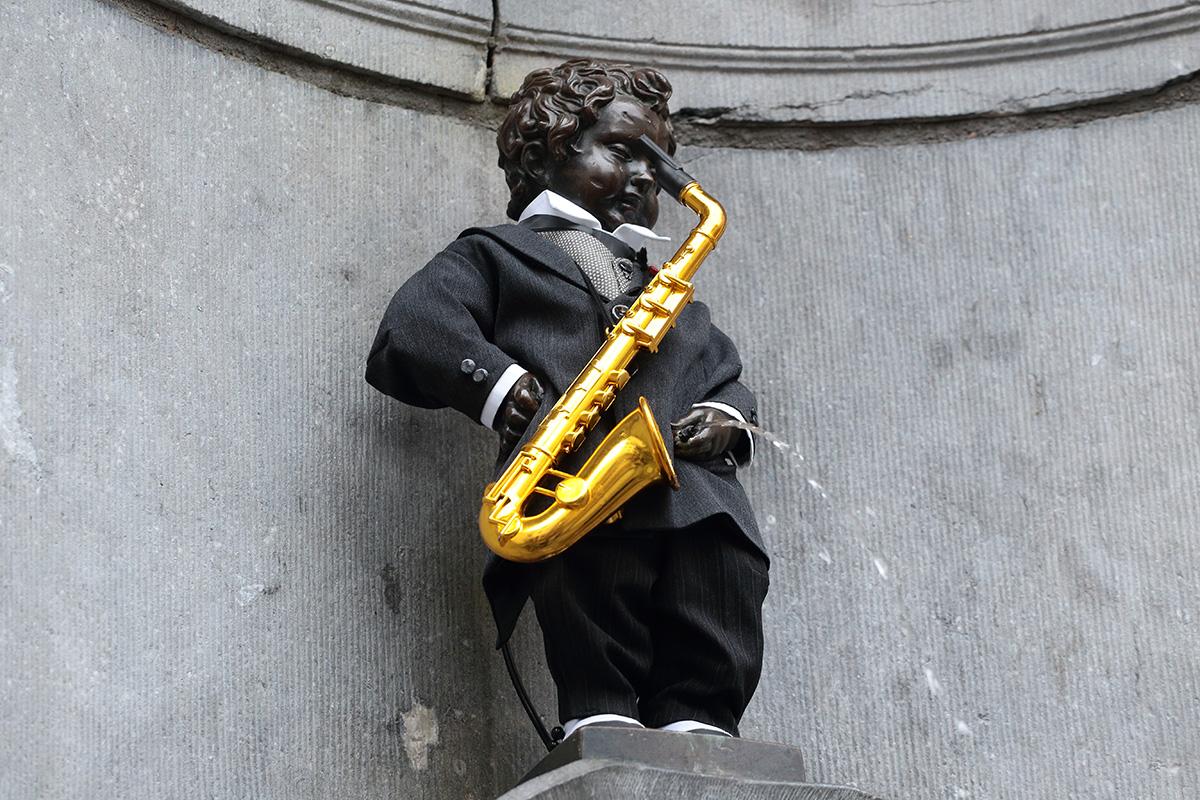
아돌프 삭스 탄생 200주년을 맞아 오줌싸개 소년을 위한 색소폰 (2014년 11월 6일)
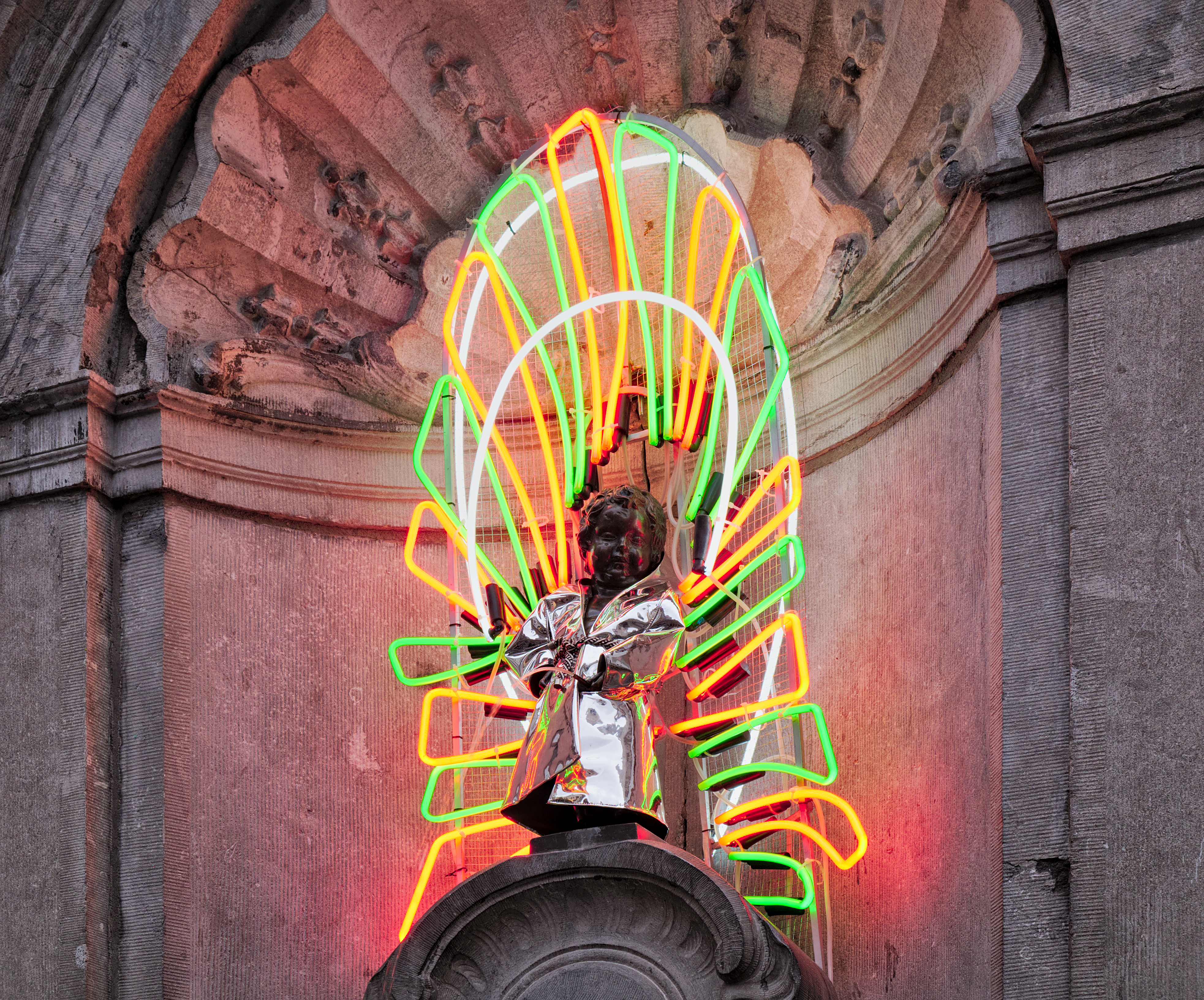
장폴 레스파냐르가 디자인한 1000번째 의상을 입은 오줌싸개 소년 (2018년 5월 13일)

### 캠페인 사용
2025년 6월, 오줌싸개 소년은 세계 요실금 주간을 기념하기 위해 일시적으로 물을 멈췄다. 이는 벨기에 자선 단체 PlasPraat vzw와 네덜란드 자선 단체 Bekkenbodem4all이 요실금에 대한 인식을 높이고, 의료 전문가와 이 문제에 대해 논의하는 것에 대한 낙인을 깨기 위한 이니셔티브의 일환이다.

## 복제품 및 유사 조각상

### 벨기에 내

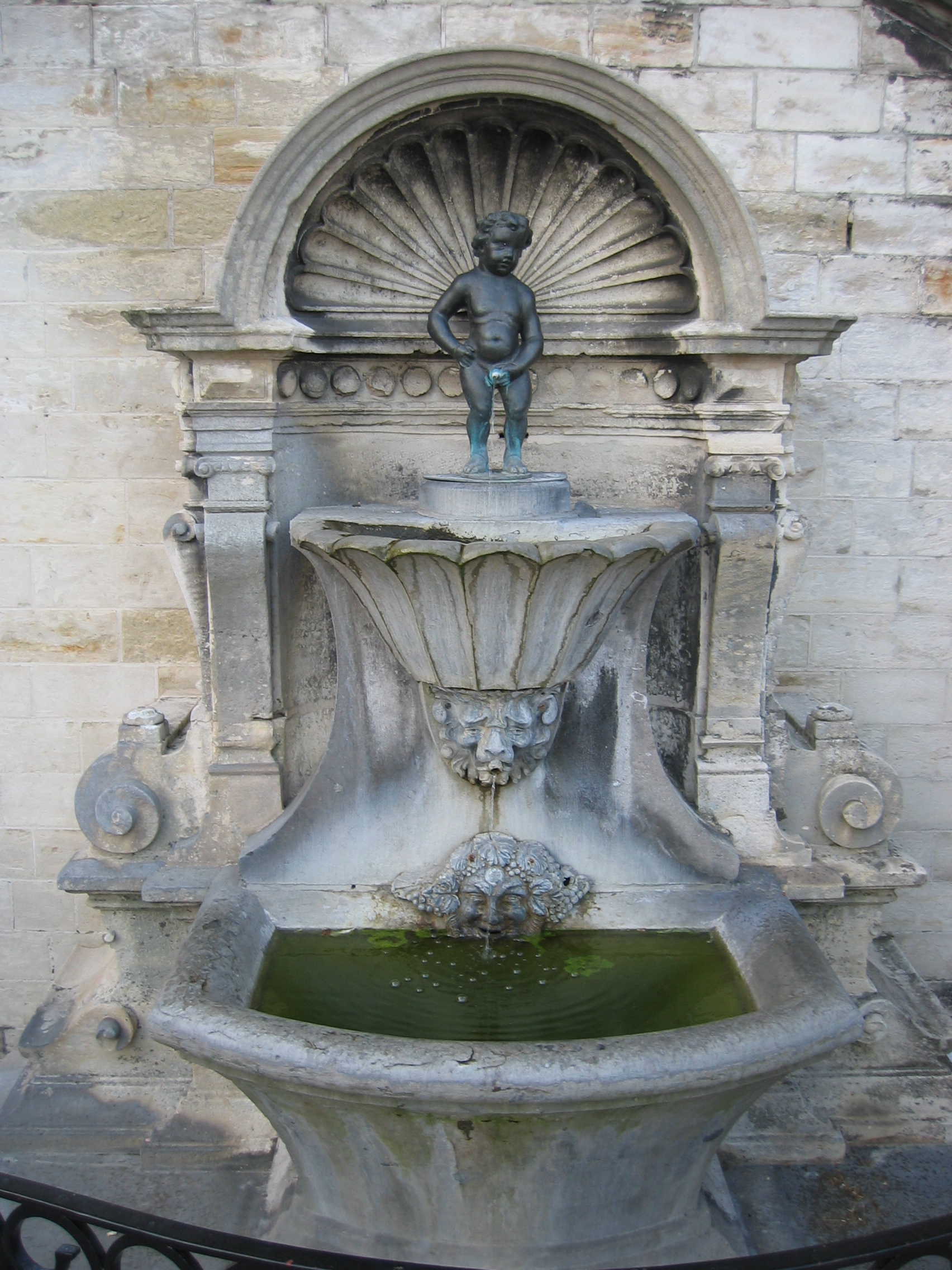
헤라르츠베르헌의 오줌싸개 소년은 브뤼셀의 오줌싸개 소년과 함께 가장 오래된 조각상을 두고 경쟁한다.

브뤼셀의 오줌싸개 소년이 가장 잘 알려져 있지만, 벨기에 전역에 다른 복제품들이 존재한다. 이미 17세기부터 이 조각상은 장식용 복제품의 대상이 되었다. 브뤼셀 시립 박물관은 1630년 자크 반 덴 브로이크 (Jacques Van den Broeck)가 제작한 복제품을 전시하고 있는데, 이는 아마도 뒤케누아의 조각상 주형으로 만든 것으로 추정된다. 또 다른 현지 복제품은 1636년에 제작되었으며, 미국 개인 소장품으로 독일 주조공 다니엘 하네만 (Daniel Haneman)의 작품으로 알려져 있다. 유사한 조각상들은 플람스어 도시인 콕세이더, 하셀트, 헨트, 브뤼허뿐만 아니라 왈롱 지방의 브렌날뢰 (Braine-l'Alleud)에도 있다 (이곳에서는 왈롱어로 "오줌 누는 아이"를 뜻하는 El Gamin qui piche라고 불린다).

#### 헤라르츠베르헌과의 불화
헤라르츠베르헌에 있는 오줌싸개 소년과 브뤼셀의 오줌싸개 소년 중 어느 것이 더 오래되었는지에 대한 논쟁이 계속되고 있다. 전통에 따르면, 헤라르츠베르헌은 1452년 봄 장 2세 드 크루아의 군대가 지나가면서 도시를 황폐화시킨 후 재건 단계에 있었다. 이 전쟁은 헨트 시와 부르고뉴 공작 필리프 3세 드 부르고뉴 공작 사이에서 벌어졌다. 그 기회에 도시 분수 중 하나에 있던 구리 사자 머리 모양의 주둥이가 헨트 사람들에게 빼앗겼다. 그리하여 헤라르츠베르헌의 시의원들은 이를 대체하기 위해 1459년에 자체적인 오줌싸개 소년을 만들었다. 이 조각상은 길리스 반 데르 예흐트 (Gillis Vander Jeught)가 디자인한 모델을 바탕으로 라이니에르 반 티에넨 (Reinier Van Tienen)이 황동으로 주조했다.
1451년 이전에 만들어진 브뤼셀의 첫 번째 오줌싸개 소년 버전이 헤라르츠베르헌의 조각상에 영감을 주었을 것으로 추정된다. 조각상의 연대를 살펴보면, 둘 다 복제품이다. 브뤼셀의 것은 1965년에 만들어졌고, 헤라르츠베르헌의 것은 1985년에 만들어졌다. 그러나 헤라르츠베르헌의 원본 조각상 디자인은 1459년으로, 뒤케누아의 1619년 조각상보다 앞선다. 이를 바탕으로 헤라르츠베르헌은 자신들의 오줌싸개 소년이 가장 오래되었다고 주장하지만, 1452년에 이미 브뤼셀에 오줌싸개 소년이 있었을 가능성이 있으므로, 브뤼셀의 전통이 약간 더 오래되었을 수 있다.

### 국제적으로

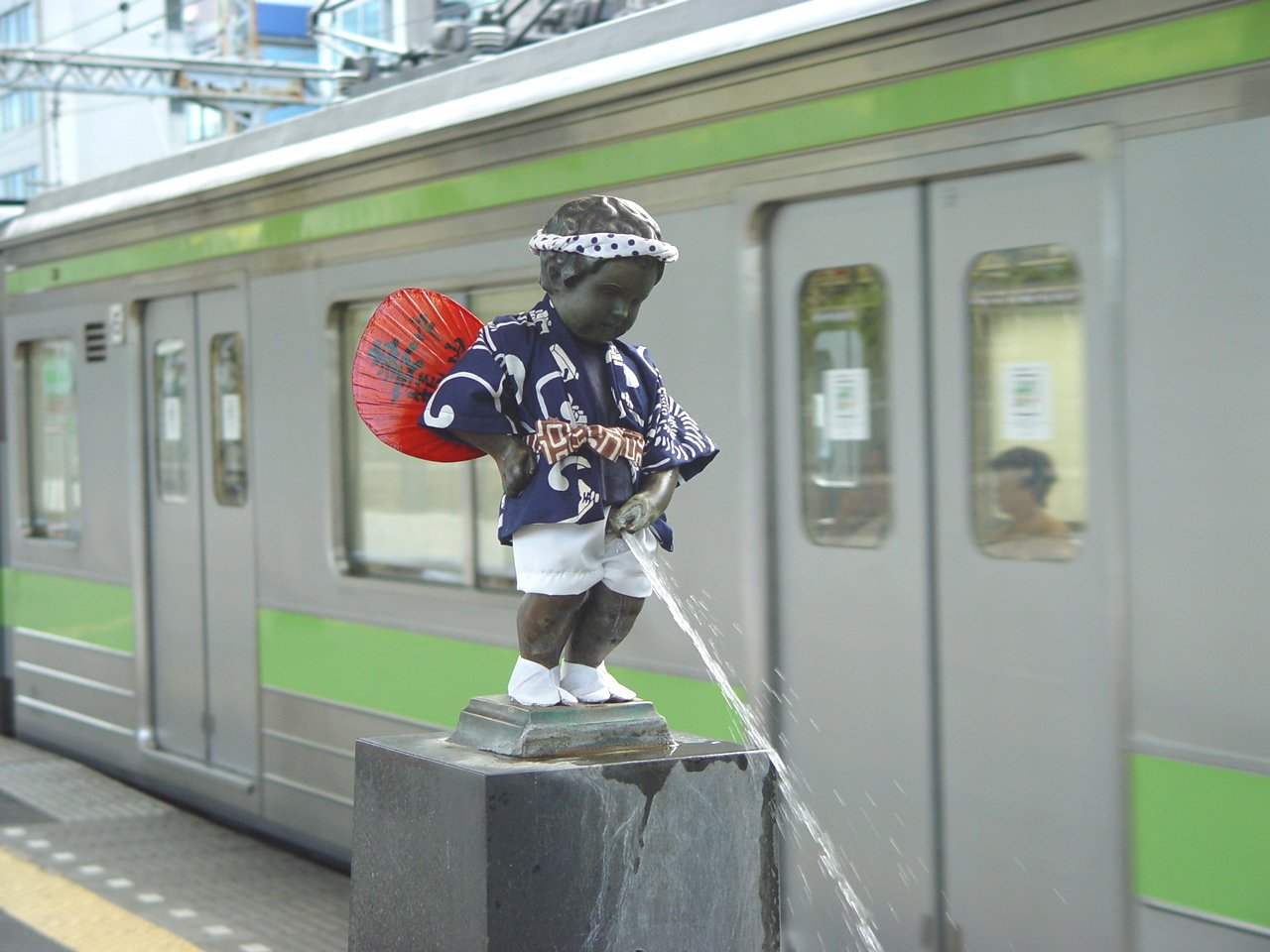
도쿄 하마마쓰초역 승강장에 있는 일본식 오줌싸개 소년

20세기 이후로 오줌싸개 소년의 수많은 복제품이나 모방작들이 해외에서 만들어졌다. 브뤼셀시가 증정한 공식 복제품과 작은 조각상을 숭배하는 사람들에 의해 사적으로 제작된 복제품 및 모방작을 구별할 필요가 있다. 공식 복제품은 다음 도시에 증정되었다: 프랑스 콜마르 (1922년); 일본 오사카시 (1928년); 모나코 (1951년); 영국 런던 (1959년); 프랑스 브록셀 (Broxeele) (1979년); 스페인 베날마데나 (1991년); 일본 나고야시 (2015년).
오줌싸개 소년의 복제품은 프랑스 푸아티에 경찰서 로비에 자랑스럽게 놓여 있는데, 이는 제2차 세계 대전 동안 푸아티에가 26일 동안 벨기에 정부의 거점이었다는 사실을 기념하는 것이다. 유사한 조각상 복제품은 불가리아의 도시 스타라자고라, 덴마크의 보겐세 (Bogense) 마을 및 중화민국의 자이 공원에도 존재한다. 또 다른 작동하는 복제품은 도쿄의 하마마쓰초역 승강장에 서 있다. 그곳에서 이 조각상은 역 직원들에게 큰 자랑거리가 되어, 그들은 계절에 따라 전통 의상과 비전통 의상 등 다양한 의상을 입힌다.
2002년 9월, 벨기에 태생의 와플 제조공이 올랜도의 올랜도 패션 스퀘어 (Orlando Fashion Square) 쇼핑몰에 있는 자신의 와플 가게 앞에 복제품을 설치했다. 그는 그 전설을 "소변으로 불을 꺼 브뤼셀을 구한 소년"으로 회상했다 (아마도 걸리버 여행기의 한 사건과 전설을 혼동한 듯하다). 일부 충격받은 쇼핑객들이 공식 불만을 제기했다. 쇼핑몰 관계자들은 와플 가게 주인이 조각상을 설치할 때 절차를 따르지 않아 임대 계약을 위반했다고 말했다.
대조적으로, 브라질 리우데자네이루에는 1908년에 만들어진 마네키뉴 (Manequinho)라는 1-미터-tall (3.3 ft)의 유사한 조각상이 있다. 이 조각상은 원래 브라질 국립도서관 앞에 있었으나 부도덕하다는 불만이 제기된 후 유명한 브라질 축구 클럽인 보타포구 FR 본부로 옮겨져 클럽의 마스코트로 채택되었다. 팬들은 중요한 승리 후 클럽 유니폼을 입히곤 한다.

## 오줌싸개 소년에서 영감을 받은 조각상

### 오줌싸개 소녀

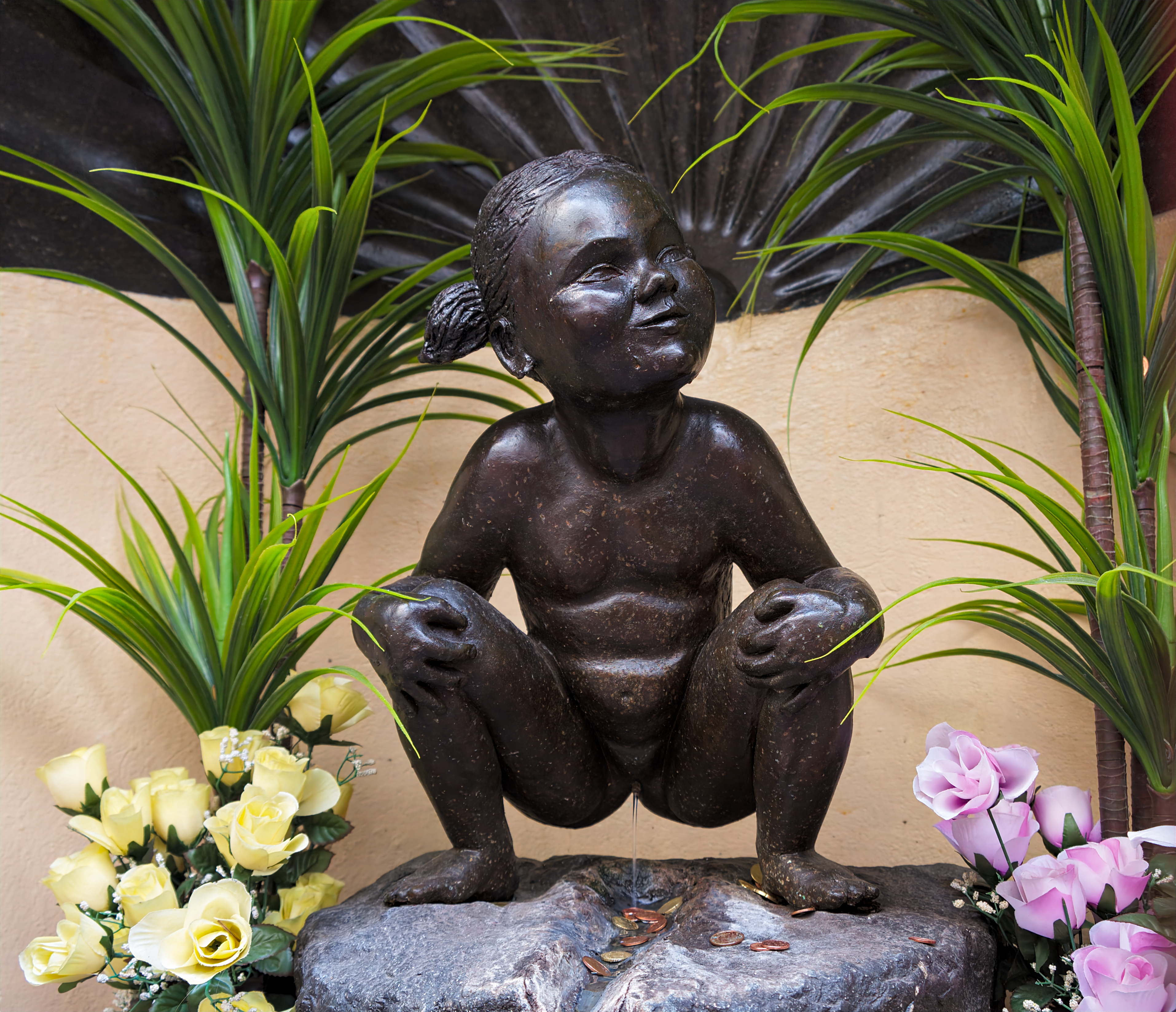
오줌싸개 소녀

브뤼셀에는 오줌싸개 소년 외에 소변을 보는 조각상이 더 있다. 1987년부터는 여성판인 오줌싸개 소녀 (Jeanneke Pis, "오줌 누는 어린 조안")가 브뤼셀 중심부의 식당가인 Rue des Bouchers/Beenhouwersstraat에서 북쪽으로 뻗어 있는 길이 약 30 미터 (100 ft)의 좁은 막다른 골목인 Impasse de la Fidélité/Getrouwheidsgang ("충실 골목") 동쪽에 위치해 있다. 50-센티미터 (20 in) 크기의 청동 조각상은 짧은 트윈테일을 한 나체 소녀가 파란색-회색 석회암 받침대 위에서 쪼그려 앉아 소변을 보는 모습을 묘사한다. 이 조각상은 작은 분수에 물을 공급하며, 현재는 철창으로 반달리즘으로부터 보호되고 있다. 그러나 남성 counterpart보다는 덜 유명하다.

### 헷 진네케

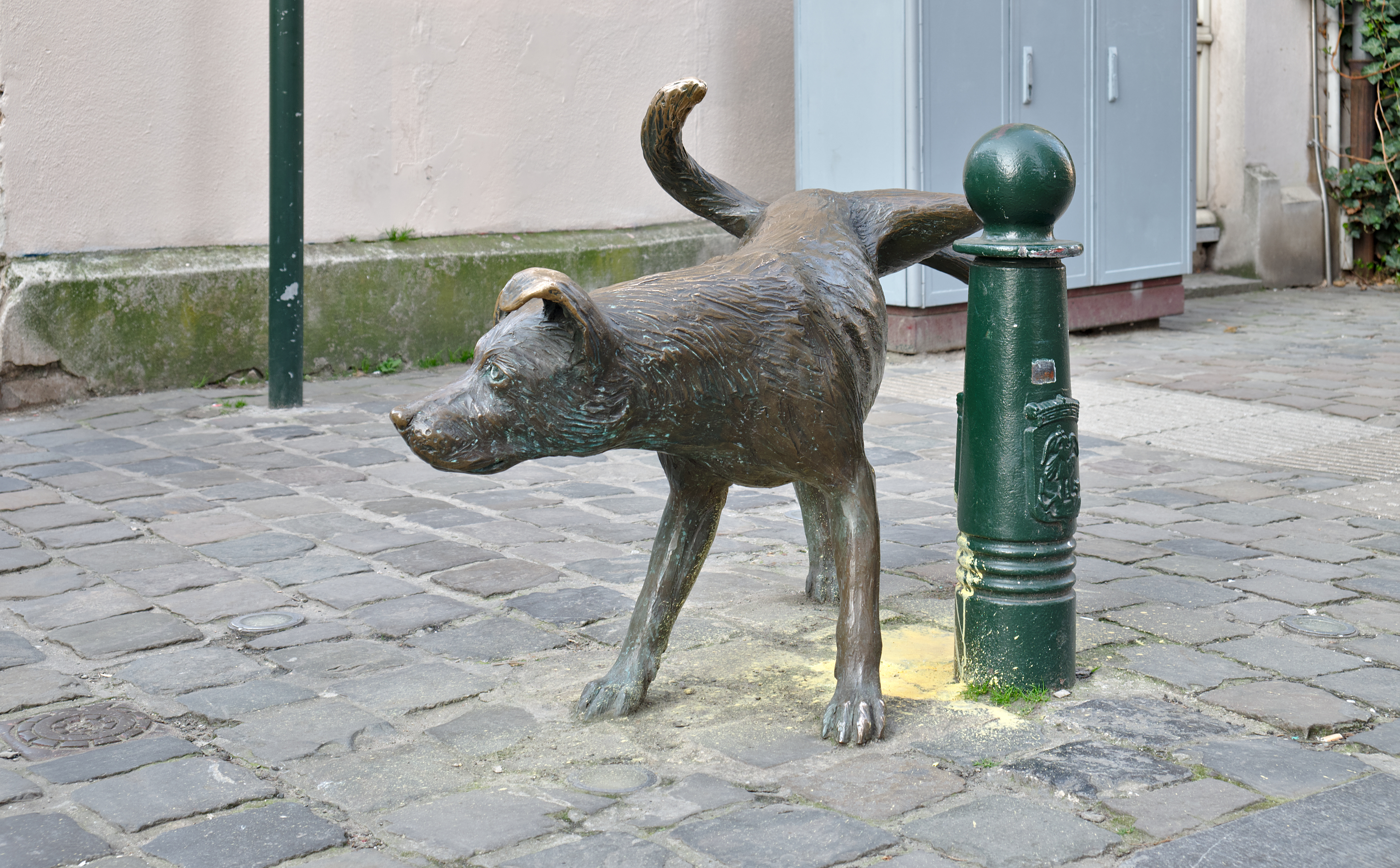
헷 진네케

헷 진네케, 때로는 진네케 피스 (Zinneke Pis)라고도 불리는 브뤼셀 중심부의 또 다른 청동 조각상으로, 소변 보는 개가 볼라드에 오줌을 누는 모습을 묘사하고 있으며, 역시 오줌싸개 소년을 참조한 것으로 볼 수 있다. 하지만 분수와는 관련이 없다. 진네케 (Zinneke)는 브뤼셀에서 태어나지 않은 사람을 나타내기 위해 선택된 별명이다. 이 단어는 브뤼셀 방언으로 "잡종견" 또는 "사생아"를 의미하며, 원래는 19세기 말까지 레서 센 (센 강의 접선 운하로, 도시 성벽을 따라 브뤼셀을 순환했다) 옆 거리를 배회하던 유기견들을 지칭했다. 이 조각상은 Rue des Chartreux/Kartuizersstraat와 Rue du Vieux-Marché-aux-Grains/Oude Graanmarkt의 교차점에 위치하며, 알레 생제리에서 멀지 않다.

## 대중문화에서

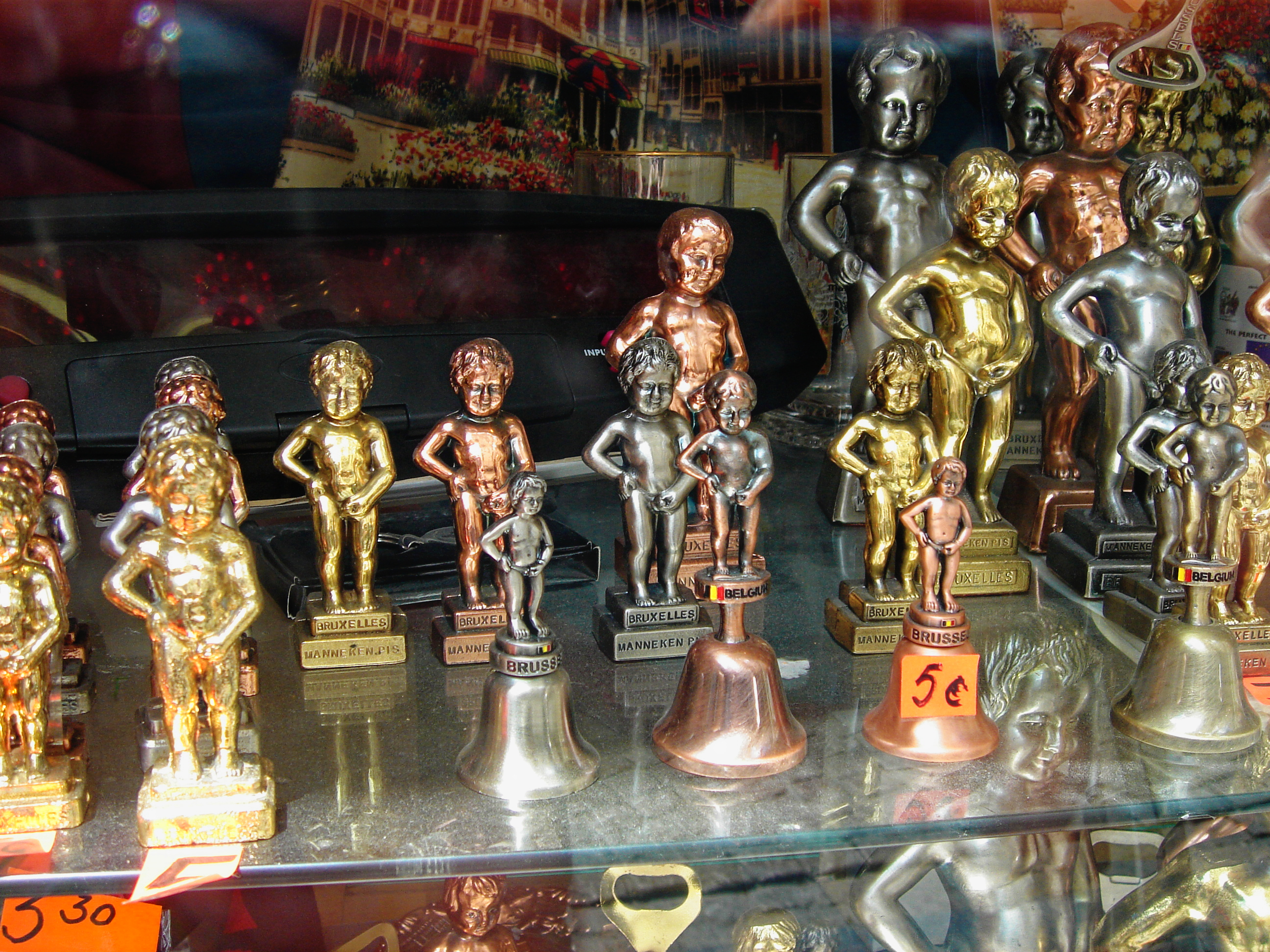
Rue de l'Étuve/Stoofstraat에서 판매되는 오줌싸개 소년 기념 입상

브뤼셀과 벨기에 전반에 걸쳐 상징적인 존재인 오줌싸개 소년은 광고, 브랜드, 관광 및 나라 의인화로서 도시와 국가(및 그 국민)를 대표하는 데 널리 사용된다. 이 조각상의 자조적인 특성은 벨지튀드 (프랑스어; 직역: '벨기에적인 것')로 불리는 전형적인 벨기에 정체성과 브뤼셀 특유의 민속 유머 (브뤼셀 방언으로 zwanze라고 불림)를 구현한다.
기념품 가게들로 둘러싸인 이 분수는 주요 관광 명소가 되었다. 황동, 유리섬유, 심지어 벨기에 초콜릿으로 만든 오줌싸개 소년의 입상 크기 복제품이 흔히 판매된다. 오줌싸개 소년은 재떨이와 코르크 따개와 같은 위험한 기념품으로도 제작되었다.
2001년 아일랜드 저가 항공사 라이언에어는 벨기에 국영 항공사 사베나를 공격하는 광고에 오줌싸개 소년 이미지를 사용하며 "사베나의 비싼 요금에 질렸는가 (Pissed off with Sabena's high fares)?"라는 슬로건을 내걸었다. 사베나는 라이언에어를 고소했고, 라이언에어는 비교가 오해의 소지가 있다며 사과하라는 명령을 받았다. 그들의 사과는 "사베나, 정말 죄송합니다 (We're Sooooo Sorry Sabena)!"였으며, 추가적인 가격 비교를 나열했다. 사베나는 2001년 말 파산했다.

### 도서
- 오줌싸개 소년은 만화책 아스테릭스, 벨기에에 가다에서 유머러스한 헌사를 받는다. 브뤼셀에서 열리는 아스테릭스 관련 행사에서 이 조각상은 아스테릭스의 상징적인 의상을 입기도 했다.[90]

### 영화
- 1968년 피터 셀러스 주연의 영화 파티에는 집의 확장된 수경 시설에 이 조각상의 복제품이 포함되어 있다. 조각상의 소변은 확장된 인터콤 패널에서 변경할 수 있으며, 셀러스는 흐룬디 V. 박시 (Hrundi V. Bakshi) 역으로 잘못된 버튼을 눌러 손님을 물에 흠뻑 적시게 된다.[91]
- 1986년 영화 머니 핏에서 톰 행크스가 연기한 주인공 월터 필딩 (Walter Fielding)은 집을 개조하는 공사장에서 우연히 발을 헛디딘다. 루브 골드버그 장치를 연상시키는 장면에서 그는 창문을 통해 지붕을 가로질러 비계를 따라 내려가고, 결국 바퀴 달린 쓰레기통에 굴러떨어져 언덕 아래로 굴러가 오줌싸개 소년 복제품 바로 아래에 있는 분수에 던져진다.[92]
- 오줌싸개 소년은 프랑크 반 파셀 (Frank Van Passel)이 감독하고 크리스토프 디릭스 (Christophe Dirickx)가 각본을 쓴 1995년 벨기에 코미디 드라마 영화이다. 1995년 5월 칸 영화제에서 초연되었다.[93] 이 영화는 최우수 영화로 앙드레 카방상을 수상했으며, 조제프 플라토 상에서 4개 부문에서 수상했다.[94] 이 영화는 제68회 아카데미상 최우수 외국어 영화 부문 벨기에 출품작으로 선정되었으나 후보에는 오르지 못했다.[95]

### 게임
- 보드 게임 세븐원더스의 홍보용 확장팩을 통해 플레이어는 오줌싸개 소년을 세계 8대 불가사의 중 하나로 건설할 수 있다.[96]
- 2019년, 소유주 해즈브로의 압력으로 브뤼셀의 모노폴리 보드 게임 지역판은 수영복을 입은 오줌싸개 소년을 검열했다.[97]
- 오줌싸개 소년은 2021년 파티 비디오 게임 즐거움을 나눠라 메이드 인 와리오에 '오줌싸개 소년'이라는 미니게임으로 등장하며, 플레이어는 이 조각상을 사용하여 불을 꺼야 한다.[98]

## 같이 보기
- 오줌싸개 소녀
- 오줌 싸는 개